# Morrisville (Karolina Północna)
Morrisville – miasto w Stanach Zjednoczonych, w stanie Karolina Północna, w hrabstwie Wake.